# ليلى كريم
ليلى كريم (16 مايو 1926 -)، ممثلة مصرية.

## مسيرتها
بدأت العمل الفني في الخمسينات حتى الستينات في أدوار مساعدة وثانوية، أول فيلم سينمائي ظهرت به في فيلم حب ودموع مع فاتن حمامة في دور «سلوى». شاركت عبد الحليم حافظ ولبنى عبد العزيز وأحمد رمزي بطولة فيلم الوسادة الخالية، دائما ما كانت تقوم بدور صديقة البطلة المقربة أو الفتاة اللعوب التي تكيد المكائد لغيرها برغم وسامتها وجمالها إلا أن كل أدوارها ثانوية ومساعدة. وصل رصيدها إلى 10 أفلام ثم اختفت عن الساحة الفنية والأضواء ولم يعرف عنها شئ حتى الآن.

## أعمال
| \| - نحن الرجال طيبون-1971-ضيفة شرف - رسالة من امرأة مجهولة-1962 - لوعة الحب-1960-سعاد \| - حلاق السيدات-1960-هدى - أنا حرة-1959-فيكي - إسماعيل يس بوليس حربي-1958-محاسن الراقصة \| - إسماعيل يس في الأسطول-1957-شوشو حبيبة منير - الوسادة الخالية-1957 - حب ودموع-1955-سلوى \| | - الصعلوك-1964-مسرحية - المانشيت الأحمر-1964-مسلسل                                     |                                                                                          |
| - نحن الرجال طيبون-1971-ضيفة شرف - رسالة من امرأة مجهولة-1962 - لوعة الحب-1960-سعاد | - حلاق السيدات-1960-هدى - أنا حرة-1959-فيكي - إسماعيل يس بوليس حربي-1958-محاسن الراقصة | - إسماعيل يس في الأسطول-1957-شوشو حبيبة منير - الوسادة الخالية-1957 - حب ودموع-1955-سلوى |